# Палагано
Палагано, Палаґано (італ. Palagano) — муніципалітет в Італії, у регіоні Емілія-Романья,  провінція Модена.
Палагано розташоване на відстані близько 310 км на північний захід від Рима, 60 км на захід від Болоньї, 45 км на південний захід від Модени.
Населення — 2238 осіб (2014).
Щорічний фестиваль відбувається 27 грудня. Покровитель — San Giovanni.

## Демографія
Населення за роками:

Станом на 1 січня 2023 року в муніципалітеті офіційно проживало 170 іноземців з 21 країни, серед них 49 громадян країн Євросоюзу та 6 громадян України.

## Сусідні муніципалітети
- Фрассіноро
- Лама-Моконьйо
- Монтефйорино
- Полінаго
- Приньяно-сулла-Секкія
- Ріолунато
- Тоано